# العنف على المرأة أثناء تقسيم الهند

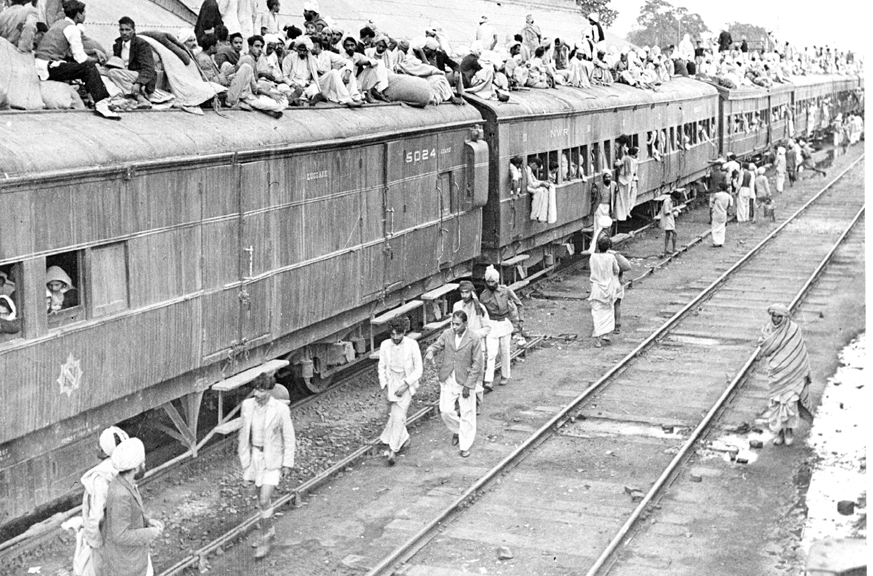
قطار خاص للاجئين في محطة أمبالا أثناء تقسيم الهند.

كان العنف الذي شهدته المرأة أثناء تقسيم الهند في منطقة راولبندي عام 1947 خطيرًا جدًا. حيث أشارت التقديرات إلى اختطاف ما بين 75000 إلى 100 ألف امرأة واغتصابهن. كما أوضحت كذلك أن نسبة الجرائم المرتكبة بالنساء المسلمات على الأرجح تعادل ضعف نسبة النساء الهندوس والسيخ. وقد تم توثيق الاغتصاب خلال تلك الفترة، كما تم أكتشاف مساعدة النساء في هذه الجرائم. عملت الهند وباكستان فيما بعد على إعادة النساء المختطفات. حيث كان من المقرر إرسال النساء المسلمات إلى باكستان والنساء الهندوس والسيخ إلى الهند.

## الخلفية
خلال التقسيم تأثر المجتمع البنجابي على جميع الأصعدة حيث تعرض للقتل والتشريد والاعتداء. كما استهدفت المجتمعات المعادية إهانة النساء واغتصابهن واختطافهن وتحويلهن قسريا عن دينهن خاصة في ولايات ولايتي جامو وكشمير وراجبوتانا.

### أعمال العنف
على نقيض أعمال الشغب السابقة، كانت النساء ضحية أعمال الشغب المباشرة التي اندلعت في كلكتا. حيث تم اختطاف العديد من النساء الهندوس خلال أعمال العنف في مقاطعة نواخالي. في المقابل وقعت أعمال عنف على النساء خلال مذابح المسلمين في ولاية بيهار عام 1946 حيث تم اختطاف الآلاف في منطقة باتنا. وفرارا من العنف والاغتصاب أقدمت النساء المسلمات في بيهار على الانتحار بالقفز في الآبار. في نوفمبر 1946، تعرضت النساء المسلمات للاغتصاب والإجبار على تغيير دينهم على أيدي الحشود الهندوسية في بلدة جارهمكشوار.
في مارس 1947، بدأ العنف الممنهج على النساء في منطقة راولبندي حيث استهدف الرجال المسلمون نساء السيخ. فتم القضاء على العديد من قرى الهندوس والسيخ وقتل عدد هائل منهم واختطاف الأطفال، فيما تم اغتصاب النساء علنًا واختطافهن وإجبارهن قسرا على تغيير ديانتهم. حيث أشارت الإحصائيات في المنطقة إلى ما يقرب 2,263 حالة. ولإنقاذ شرفهن وهريا من الاغتصاب وتحويل ديانتهم أقدمت العديد من نساء السيخ على الانتحار قفزا في آبار المياه.

### التقديرات
لا توجد إحصائيات دقيقة لرصد عدد النساء المختطفات كما تختلف التقديرات. حيث كتب ليونارد موسلي أنه تم اختطاف ما مجموعه 100.000 فتاة من جميع المدن، في حين قدرت الحكومة الهندية تواجد 33000 امرأة من الهندوس والسيخ في باكستان، فيما قدرت الحكومة الباكستانية تواجد 50000 امرأة مسلمة اختطفت في الهند.
يقدر الكاتب أندرو ميغور أن ما بين 40 إلى 45000 امرأة قد اختُطفن خلال أعمال الشغب التي وقعت في منطقة التقسيم، مع اختطاف ما يقرب من ضعف عدد النساء المسلمات مقارنة بنساء الهندوس والسيخ. في المقابل تتضارب التقديرات فيما يخص النساء المسلمات بين 60 أو 90 ألف امرأة مسلمة مختطفة.